# Aneflus levettei
Aneflus levettei är en skalbaggsart som först beskrevs av Thomas Casey 1891.  Aneflus levettei ingår i släktet Aneflus och familjen långhorningar. Inga underarter finns listade i Catalogue of Life.